# Гуннільсе
 «Гуннільсе» ІС  (швед. Gunnilse Idrottssällskap) — шведський футбольний клуб, що представляє місто Гетеборг.

## Історія
Клуб засновано 16 вересня 1950 року.
Найвищим досягненням досі була участь у змаганнях другого ешелону шведського футболу у 1990-х роках. Виступає в нижчих лігах.
З 2019 року разом із клубами «Ангеред» МБІК, «Гуннаред» КІФ, «Ангеред» ІС та «Лер'є Ангередс» ІФ сформували об'єднану чоловічу команду «Ангеред БК Алліанс», яка розпочала виступи в Дивізіоні 3 у групі Середній Йоталанд.

## Досягнення
Дивізіон 2/Дивізіон 1/Супереттан: 
- 3-є місце в групі Південь (1997)

## Сезони
| \| Сезон \| Рівень \| Ліга \| Підгрупа \| Місце \| Примітки \| \| ----- \| -------------------- \| -------------------- \| -------------------------- \| -------------------- \| -------------------- \| \| 1993 \| 2 \| Дивізіон 1 \| Південь \| 7 \| \| \| 1994 \| 2 \| Дивізіон 1 \| Південь \| 8 \| \| \| 1995 \| 2 \| Дивізіон 1 \| Південь \| 6 \| \| \| 1996 \| 2 \| Дивізіон 1 \| Південь \| 7 \| \| \| 1997 \| 2 \| Дивізіон 1 \| Південь \| 3 \| \| \| 1998 \| 2 \| Дивізіон 1 \| Південь \| 8 \| \| \| 1999 \| 2 \| Дивізіон 1 \| Південь \| 6 \| \| \| 2000 \| 2 \| Супереттан \| \| 16 \| Вибув \| \| 2001 \| 3 \| Дивізіон 2 \| Західний Йоталанд \| 3 \| \| \| 2002 \| 3 \| Дивізіон 2 \| Західний Йоталанд \| 4 \| \| \| 2003 \| 3 \| Дивізіон 2 \| Західний Йоталанд \| 3 \| \| \| 2004 \| 3 \| Дивізіон 2 \| Західний Йоталанд \| 6 \| \| \| 2005 \| 3 \| Дивізіон 2 \| Західний Йоталанд \| 9 \| Зміна структури \| \| 2006* \| 4 \| Дивізіон 2 \| Західний Йоталанд \| 6 \| \| \| 2007 \| 4 \| Дивізіон 2 \| Західний Йоталанд \| 9 \| \| \| 2008 \| 4 \| Дивізіон 2 \| Західний Йоталанд \| 2 \| \| \| 2009 \| 4 \| Дивізіон 2 \| Західний Йоталанд \| 5 \| \| \| 2010 \| 4 \| Дивізіон 2 \| Західний Йоталанд \| 3 \| \| \| 2011 \| 4 \| Дивізіон 2 \| Північний Йоталанд \| 6 \| \| \| 2012 \| 4 \| Дивізіон 2 \| Західний Йоталанд \| 12 \| Вибув \| \| 2013 \| 5 \| Дивізіон 3 \| Північно-західний Йоталанд \| 5 \| \| \| 2014 \| 5 \| Дивізіон 3 \| Північно-західний Йоталанд \| 5 \| \| \| 2015 \| 5 \| Дивізіон 3 \| Середній Йоталанд \| 1 \| Підвищився \| \| 2016 \| 4 \| Дивізіон 2 \| Північний Йоталанд \| 13 \| Вибув \| \| 2017 \| 5 \| Дивізіон 3 \| Північно-західний Йоталанд \| 7 \| \| \| 2018 \| 5 \| Дивізіон 3 \| Північно-західний Йоталанд \| 7 \| \| \| 2019 \| «Ангеред БК Алліанс» \| «Ангеред БК Алліанс» \| «Ангеред БК Алліанс» \| «Ангеред БК Алліанс» \| «Ангеред БК Алліанс» \| * Реорганізація ліг 2006 року призвела до створення нової 3-ї ліги та змін у територіальному поділі нижчих футбольних дивізіонів Швеції. |                      |                      |                            |                      |                      |
| Сезон | Рівень               | Ліга                 | Підгрупа                   | Місце                | Примітки             |
| 1993 | 2                    | Дивізіон 1           | Південь                    | 7                    |                      |
| 1994 | 2                    | Дивізіон 1           | Південь                    | 8                    |                      |
| 1995 | 2                    | Дивізіон 1           | Південь                    | 6                    |                      |
| 1996 | 2                    | Дивізіон 1           | Південь                    | 7                    |                      |
| 1997 | 2                    | Дивізіон 1           | Південь                    | 3                    |                      |
| 1998 | 2                    | Дивізіон 1           | Південь                    | 8                    |                      |
| 1999 | 2                    | Дивізіон 1           | Південь                    | 6                    |                      |
| 2000 | 2                    | Супереттан           |                            | 16                   | Вибув                |
| 2001 | 3                    | Дивізіон 2           | Західний Йоталанд          | 3                    |                      |
| 2002 | 3                    | Дивізіон 2           | Західний Йоталанд          | 4                    |                      |
| 2003 | 3                    | Дивізіон 2           | Західний Йоталанд          | 3                    |                      |
| 2004 | 3                    | Дивізіон 2           | Західний Йоталанд          | 6                    |                      |
| 2005 | 3                    | Дивізіон 2           | Західний Йоталанд          | 9                    | Зміна структури      |
| 2006* | 4                    | Дивізіон 2           | Західний Йоталанд          | 6                    |                      |
| 2007 | 4                    | Дивізіон 2           | Західний Йоталанд          | 9                    |                      |
| 2008 | 4                    | Дивізіон 2           | Західний Йоталанд          | 2                    |                      |
| 2009 | 4                    | Дивізіон 2           | Західний Йоталанд          | 5                    |                      |
| 2010 | 4                    | Дивізіон 2           | Західний Йоталанд          | 3                    |                      |
| 2011 | 4                    | Дивізіон 2           | Північний Йоталанд         | 6                    |                      |
| 2012 | 4                    | Дивізіон 2           | Західний Йоталанд          | 12                   | Вибув                |
| 2013 | 5                    | Дивізіон 3           | Північно-західний Йоталанд | 5                    |                      |
| 2014 | 5                    | Дивізіон 3           | Північно-західний Йоталанд | 5                    |                      |
| 2015 | 5                    | Дивізіон 3           | Середній Йоталанд          | 1                    | Підвищився           |
| 2016 | 4                    | Дивізіон 2           | Північний Йоталанд         | 13                   | Вибув                |
| 2017 | 5                    | Дивізіон 3           | Північно-західний Йоталанд | 7                    |                      |
| 2018 | 5                    | Дивізіон 3           | Північно-західний Йоталанд | 7                    |                      |
| 2019 | «Ангеред БК Алліанс» | «Ангеред БК Алліанс» | «Ангеред БК Алліанс»       | «Ангеред БК Алліанс» | «Ангеред БК Алліанс» |